# Campionato italiano di ciclismo su strada 2025 - Gara in linea donne Elite
La gara in linea femminile Elite dei campionati italiani di ciclismo su strada 2025, sessantaduesima edizione della corsa, si svolse il 28 giugno 2025 su un percorso di 130,4 km, con partenza e arrivo da Darfo Boario Terme, in Lombardia. La vittoria fu appannaggio di Elisa Longo Borghini, la quale completò il percorso in 3h28'24", alla media di 37,543 km/h, precedendo Monica Trinca Colonel e Eleonora Ciabocco.
Sul traguardo di Darfo Boario Terme 24 cicliste, su 123 partenti, portarono a termine la competizione.

## Squadre e corridori partecipanti[3]
| N.     | Cod. | Squadra                         |
| ------ | ---- | ------------------------------- |
| 1-5    | UAD  | UAE Team ADQ                    |
| 6-7    | UDT  | UAE Development Team            |
| 8-10   | LTK  | Lidl-Trek                       |
| 11-13  | JAY  | Liv AlUla Jayco                 |
| 14-17  | LKF  | Laboral Kutxa-Fundación Euskadi |
| 18-20  | CGS  | Roland                          |
| 21-25  | HPW  | Human Powered Health            |
| 26-27  | DPF  | Team Picnic PostNL              |
| 28     | AGS  | AG Insurance-Soudal Team        |
| 29     | SDW  | Team SD Worx-Protime            |
| 30     | CWT  | Cofidis                         |
| 31     | FST  | FDJ-Suez                        |
| 32     | CTC  | Ceratizit Pro Cycling Team      |
| 33     | FBW  | Team Farto-BTC                  |
| 34     | EIC  | Eneicat-CMTeam                  |
| 35     | EOC  | EF Education-Oatly              |
| 36, 38 | CSZ  | Canyon-SRAM Zondacrypto         |
| 37     | FED  | Fenix-Deceuninck                |

| N.      | Cod. | Squadra                               |
| ------- | ---- | ------------------------------------- |
| 39-47   | BPK  | BePink-Imatra-Bongioanni              |
| 48-60   | SBT  | Isolmant-Premac-Vittoria              |
| 61-68   |      | Petrucci Gauss Cycling Team           |
| 69-78   | TOP  | Top Girls Fassa Bortolo               |
| 79-85   |      | Zhiraf Pagliaccia                     |
| 86-93   | BZB  | Born to Win BTC City Ljubljana Zhiraf |
| 94-100  | VAI  | Aromitalia 3T Vaiano                  |
| 101-103 |      | Gruppo Sportivo Fiamme Azzurre        |
| 104-111 |      | Gruppo Sportivo Fiamme Oro            |
| 112-118 |      | Horizon Cycling Club                  |
| 119-123 |      | ASD Club Corridonia SC                |
| 124-130 | MDS  | Team Mendelspeck E-Work               |
| 131     |      | Biesse-Carrera-Premac                 |
| 132     |      | Team Como Bike                        |
| 133     |      | Team Cicli Manini                     |
| 134     |      | Team Cingolani Specialized            |
| 135     | MSR  | Cycling Café Cervélo Pro              |

## Ordine d'arrivo (Top 10)
| Pos. | Corridore           | Squadra     | Tempo    |
| ---- | ------------------- | ----------- | -------- |
| 1    | E. Longo Borghini   | UAE         | 3h28'24" |
| 2    | M. Trinca Colonel   | Liv AlUla   | a 56"    |
| 3    | Eleonora Ciabocco   | Team Picnic | a 1'51"  |
| 4    | Rachele Barbieri    | Fiamme Oro  | a 5'19"  |
| 5    | Eleonora Gasparrini | UAE         | s.t.     |
| 6    | Soraya Paladin      | Canyon      | s.t.     |
| 7    | Francesca Barale    | Team Picnic | s.t.     |
| 8    | Sara Casasola       | Fenix       | s.t.     |
| 9    | Giada Borghesi      | Human       | s.t.     |
| 10   | Letizia Borghesi    | EF          | s.t.     |